# 梅尼亞米亞縣
7°06′47″S 145°59′31″E / 7.113°S 145.992°E
梅尼亞米亞縣（英語：Menyamya District），是巴布亞新畿內亞的縣份之一，位於新畿內亞島東部，由莫雷貝省負責管轄，首府設於梅尼亞米亞，面積3,729平方公里，2011年人口87,209，人口密度每平方公里23人。